# Районное интернет-сообщество
Районное интернет-сообщество — разновидность сетевого сообщества. Возникает в результате объединения людей, имеющих доступ в Интернет и проживающих на небольшом расстоянии друг от друга (необязательно в пределах одного административного района). Типично для мегалополисов, поскольку в населённых пунктах меньшего размера сообщества, как правило, имеют общегородской характер.
Сообщество может быть создано интернет-провайдером, работающим в данном районе (и доступно лишь его абонентам), либо на сайте, открытом для любого пользователя.
Районные сообщества используются участниками для описания и обсуждения событий, происходящих в непосредственной близости от них. Распространёнными темами являются: отзывы о качестве работы предприятий сферы торговли и услуг, спортивные и культурные мероприятия, строительство и реконструкция в районе, общественный транспорт. Практикуется публикация цифровых фотографий, сделанных участниками. Члены некоторых сообществ периодически собираются на реальные встречи.
Попытки создания районных сообществ в Москве дали крайне неоднозначные результаты, от весьма успешных — например, в сообществе района Строгино состоит около 1 000 человек — до практически неудавшихся. Общей закономерностью является относительная лёгкость развития сообщества в спальных районах города и, напротив, трудность и замедленность там, где преобладают офисные, а также промышленные объекты.